# Rosulabryum laevifilum
Rosulabryum laevifilum là một loài Rêu trong họ Bryaceae. Loài này được (Syed) Ochyra mô tả khoa học đầu tiên năm 2003.